# Этеокл (сын Ифия)
Этеокл (др.-греч. Ἐτέοκλος) — персонаж древнегреческой мифологии. Герой из Аргоса. Сын Ифия, правнук Анаксагора, по одной из версий, брат Капанея. По некоторым, один из Семерых против Фив . На Немейских играх победил в беге. Убит в бою Леадом . При осаде Фив стоял у Нестовых ворот, на щите у него изображение гоплита, который взбирается по лестнице на башню . Статуя в Дельфах среди Семерых .